# Carlo Bordoni
Carlo Bordoni (Carrara, 1946) è un sociologo e scrittore italiano.

## Biografia
Sociologo, giornalista e saggista, collabora a Il Corriere della Sera e al supplemento settimanale La Lettura.
Ha scritto con Zygmunt Bauman State of Crisis (Polity, 2014). I suoi libri sono stati tradotti in inglese, cinese, francese, turco, spagnolo, portoghese, ceco, greco, coreano. 
Come docente di Sociologia della letteratura e dell'arte, Sociologia dei processi culturali, Sociologia dei nuovi media ed Estetica, ha insegnato all'Università di Firenze, all'Orientale e alla Federico II di Napoli, allo IULM di Milano e all'Accademia di Belle Arti di Carrara, di cui è stato direttore dal 1990 al 2003. 

## Opere recenti
- 2026. The Society of Dividuals. Virtualization of Existence. Cambridge: Polity (forthcoming)
- 2025. Bauman's Legacy. A Critical Analysis on the Crisis of Modernity. London: Anthem Press. ISBN 978-1-839994975
- 2024. Ethical Violence. Cambridge: Polity. ISBN 978-1-5095-6102-5. Trad. italiana: Furor. Quando la violenza sconfigge la ragione. Roma: Luiss University Press 2023. ISBN 978-88-61059283
- 2022. Post-Society. Social Life After the Pandemic. Cambridge: Polity. ISBN 978-1-509553907. Trad. italiana: Post-società. Il mondo dopo la fine della modernità. Roma: Luiss University Press 2021. ISBN 978-8861057074
- 2021. L'intimità pubblica. Alla ricerca della comunità perduta. Milano: La Nave di Teseo. ISBN 978-88-34604588
- 2020. Zygmunt Bauman. Sociologo della modernità (cura). Milano: Mimesis. ISBN 978-8857565910
- 2019. Hubris and Progress. A Future Born of Presumption. London: Routledge. ISBN 978-1-138-36462-2. Trad. italiana: Il paradosso di Icaro. Ovvero la necessità della disobbedienza. Milano: Il Saggiatore 2018. ISBN 978-8842824381
- 2019. Il primato delle tecnologie. Guida per una nuova iperumanità (cura). Milano: Mimesis. ISBN 978-8857561615
- 2019. L'eredità di Bauman. Dal postmoderno al pensiero liquido. Roma: Armando. ISBN 978-88-69926051
- 2018. Nuove tappe del pensiero sociologico. Da Max Weber a Zygmunt Bauman (cura), Bologna: Odoya. ISBN 978-8862882392
- 2018. Il Declino dell'Occidente Revisited (cura), Milano: Mimesis. ISBN 978-88-57545417
- 2017. The End of Equality, London: Routledge. ISBN 978-1-138204911. Trad. italiana: Uguaglianza. Crisi di un'utopia moderna. Roma: Castelvecchi 2017. ISBN 978-88-6944-804-1
- 2017. State of Fear in a Liquid World. London: Routledge. ISBN 978-1-138-28366-4. Trad. italiana: Stato di paura, Roma, Castelvecchi 2016, ISBN 978-88-69447235
- 2016. Immaginare il futuro. La società di domani vista dagli intellettuali di oggi (cura). Milano: Mimesis. ISBN 978-88-57536736
- 2016. Interregnum. Beyond liquid modernity. Bielefeld: Transcript Verlag. ISBN 978-3-837635157. Trad. italiana: Fine del mondo liquido. Superare la modernità e vivere nell'interregno. Milano: Il Saggiatore 2017. ISBN 978-88-42823124
- 2014. State of Crisis, with Zygmunt Bauman. Cambridge: Polity. ISBN 978-0-745680958. Trad. italiana: Stato di crisi, con Zygmunt Bauman. Torino: Einaudi 2015. ISBN 978-88-06224493.
- 2010. L'identità perduta. Moltitudini, consumismo e crisi del lavoro. Napoli: Liguori. ISBN 978-88-20748524
- 2008. Libera multitudo. La demassificazione in una società senza classi. Milano: FrancoAngeli. ISBN 978-88-46499004
- 2007. Società digitali. Mutamento culturale e nuovi media. Napoli: Liguori. ISBN 978-88-20737795